# 서울대조초등학교
서울대조초등학교는 대한민국 서울특별시 은평구 대조동에 있는 공립 초등학교이다.

## 학교 연혁
- 1967년 9월 15일 서울대조국민학교 설립
- 1967년 11월 24일 개교식(12학급 842명)
- 1982년 9월 8일 대은국민학교(1225명) 분리 이관
- 1985년 3월 20일 도서실 개관
- 1994년 8월 27일 본관전면 화당 및 연못철책 교체공사 준공
- 1995년 6월 20일 상수도 급수관 교체 공사
- 1996년 3월 1일 서울대조초등학교로 개칭
- 1997년 10월 6일 위성교육 수신기 설치
- 1998년 2월 16일 교단선진화 기자재 설치
- 2000년 7월 2일 본관 덤웨이터(급식승강기) 설치
- 2000년 9월 20일 통나무 야외 벤치 20조 완공
- 2000년 12월 13일 학내전산망 설치 완공
- 2001년 10월 30일 후관 교실 2실 증축 공사 완공
- 2002년 5월 14일 교실안전대 및 방범창 설치 완공
- 2002년 12월 5일 학교녹화사업 완공(은평구청 지원)
- 2003년 3월 24일 운동장 우레탄 트랙 및 다목적구장 1식 설치공사 완공(국민체육진흥공단 지원)
- 2003년 7월 22일 운동장 펜스 설치
- 2003년 9월 18일 중앙정원 보도블록 설치
- 2004년 2월 19일 교원 편의시설 및 도복도 설치
- 2005년 9월 28일 도서실 개관
- 2005년 12월 20일 교사동 후면 개방형 담장 설치 및 학교 녹화 사업
- 2006년 1월 23일 급식실 조리원 휴게실 설치
- 2006년 8월 31일 과학1실 현대화 사업
- 2006년 11월 10일 디지털 기상대 설치
- 2007년 1월 26일 방송시설 개선 공사
- 2007년 6월 27일 과학2실 현대화 사업
- 2007년 8월 28일 운동장 배수로 설치
- 2008년 1월 25일 CCTV 설치
- 2008년 6월 16일 교실 및 관리실 냉난방기기 설치
- 2008년 7월 16일 체육 및 놀이기구 설치
- 2010년 5월 13일 체육관 준공
- 2010년 11월 11일 운동장 복토 공사 및 안전 모래장 설치
- 2011년 4월 20일 학습준비지원실 설치
- 2011년 6월 20일 비상호출시스템 설치
- 2012년 5월 4일 초등돌봄교실 도담교실 개관
- 2013년 4월 23일 대조오케스트라 창단
- 2013년 8월 14일 급식실 환경 개선 사업
- 2014년 4월 24일 교육복지실 설치
- 2016년 2월 29일 본관 화장실 개·보수 준공
- 2016년 11월 30일 운동장 우레탄 철거 및 개선공사
- 2017년 10월 30일 본관 엘리베이터 설치
- 2018년 1월 16일 본관 복도 도색 및 덤웨이터 공사
- 2019년 2월 14일 제51회 졸업식(180명)(누계 22566명)
- 2019년 3월 1일 42학급 편성(특수 2학급 포함)
- 2019년 8월 23일 도장공사 및 방송통신설비 개선공사
- 2020년 2월 12일 제52회 졸업식(169명)(누계 22735명)
- 2020년 3월 1일 41학급 편성(특수 2학급 포함)
- 2020년 3월 1일 제15대 김명순 교장 부임

## 참고 자료
- 서울대조초등학교 - 한국교육학술정보원 학교알리미